# Saint-Clément-de-Vers
Saint-Clément-de-Vers è un comune francese di 227 abitanti situato nel dipartimento del Rodano della regione Alvernia-Rodano-Alpi.

## Società

### Evoluzione demografica
Abitanti censiti